# Alurnus mutabilis
Alurnus mutabilis es un coleóptero de la familia Chrysomelidae.
Fue descrita científicamente por primera vez en 1881 por Waterhouse.